# Aconzarba decissima
Aconzarba decissima is een vlinder van de familie van de uilen (Noctuidae). De wetenschappelijke naam van deze soort is voor het eerst voorgesteld als Microphysa decissima door Francis Walker in een publicatie uit 1865.
De soort komt voor in Nigeria, Ethiopië, Somalië, Kenia, Tanzania, Malawi, Mozambique, Namibië, Botswana, Zimbabwe, Zuid-Afrika, de Comoren, Madagaskar, Saudi-Arabië en Jemen.